# ليزا أوركيفيتش
ليزا أوركيفيتش (د. ليسا أوركافيتش) هي باحثة عالمية متخصصة في الموسيقى والتراث في المملكة العربية السعودية ودولة الكويت وسائر منطقة شبه الجزيرة العربية ودول الخليج. كما قدمت مساهمات علمية كبيرة في مجال موسيقى عصر النهضة في شمال أوروبا. وتتمتع ليزا بخبرة تنفيذية واسعة في مجالات الاستراتيجية، والمشاريع الناشئة، والتعليم، وصون التراث والتفاعل الثقافي، كما عملت مستشارة للحكومات والشركات، وهي المؤسسة والمديرة السابقة لمركزين إقليميين للتراث. وتشغل رتبة أستاذة كاملة في علم الموسيقى والموسيقى العرقية، وكانت أول رئيسة لكلية الآداب والعلوم الإنسانية، ورئيسة قسم الموسيقى والدراما في الجامعة الأمريكية في الكويت، وعملت سابقًا أستاذة بدوام كامل في جامعة بوسطن. ومنذ عام 2017 تشغل منصب رئيسة التحرير لمجلة ندوة الصادرة عن جمعية كليات الموسيقى، وهي أكبر اتحاد أكاديمي يضم موسيقيين وباحثين من الكليات والجامعات والمعاهد المستقلة. ليزا هي زميلة جامعة جورجتاون لعام 2025، وزميلة سابقة في جامعة هارفارد، وزميلة فولبرايت كبيرة مرتين، وحاصلة على جائزة خريجة العام لعام 2015 من جامعة ماريلاند، ومؤلفة لعدد كبير من المنشورات من بينها كتابها الريادي الموسيقى والتقاليد في شبه الجزيرة العربية: السعودية والكويت والبحرين وقطر (دار روتليدج، 2015).

## التعليم
تحمل ليزا أربع درجات جامعية من الولايات المتحدة الأمريكية:
- دكتوراه في علم الموسيقى/الموسيقى العرقية من جامعة ماريلاند (1997)
- ماجستير في علم الموسيقى من جامعة ولاية فلوريدا (1990)
- بكالوريوس في تعليم الموسيقى من جامعة تاوسن (1988)
- بكالوريوس في الموسيقى العرقية من جامعة ماريلاند بمقاطعة بالتيمور (1986) تحت إشراف مانتل هود، أحد مؤسسي الموسيقى العرقية، بالإضافة إلى يوزيف باخولتشيك ودايفيد مينغيوي ليانغ.

## المسيرة المهنية
شغلت ليزا منصب المديرة المؤسسة والمخططة الاستراتيجية لمركزين للتراث العربي: مركز طارق عبد الحكيم في جدة (ويشمل متحفًا)، ومشروع التراث العربي في الكويت لمدة سبع سنوات، حيث أطلقت مهرجان الكوت، ونظّمت المعارض والمحاضرات والمسابقات والعروض، ودعمت مشاريع البحث والتوثيق، وعددًا من جهود صون التراث غير المادي. وقد كانت زميلة فولبرايت كبيرة مرتين، وزميلة زائرة في جامعة هارفارد، وزميلة جامعة جورجتاون لعام 2025، وحائزة على جائزة خريجة العام من جامعة ماريلاند.
عملت أستاذة زائرة في عدة جامعات مثل جامعة باكنيل، وجامعة ماريلاند، وجامعة ميلرزفيل، وكانت أستاذة بدوام كامل في جامعة بوسطن حيث شغلت منصبًا مشتركًا في كلية الفنون الجميلة وكلية الآداب والعلوم والدراسات العليا. وقد انتقلت إلى الكويت لأول مرة عام 2003 بصفتها زميلة فولبرايت، ثم دُعيت للمساهمة في تأسيس الجامعة الأمريكية في الكويت، وكانت أول من تولى رئاسة كلية الآداب والعلوم الإنسانية وأسست قسم الموسيقى والدراما.
عملت ليزا مستشارة استراتيجية عليا للعديد من الحكومات والشركات والجامعات. وهي لا تزال ناشطة في مجالات الموسيقى، والتعليم العالي، والفنون الأدائية، ومجتمعات التراث، والمؤتمرات الدولية.

## البحث والإنجازات العلمية

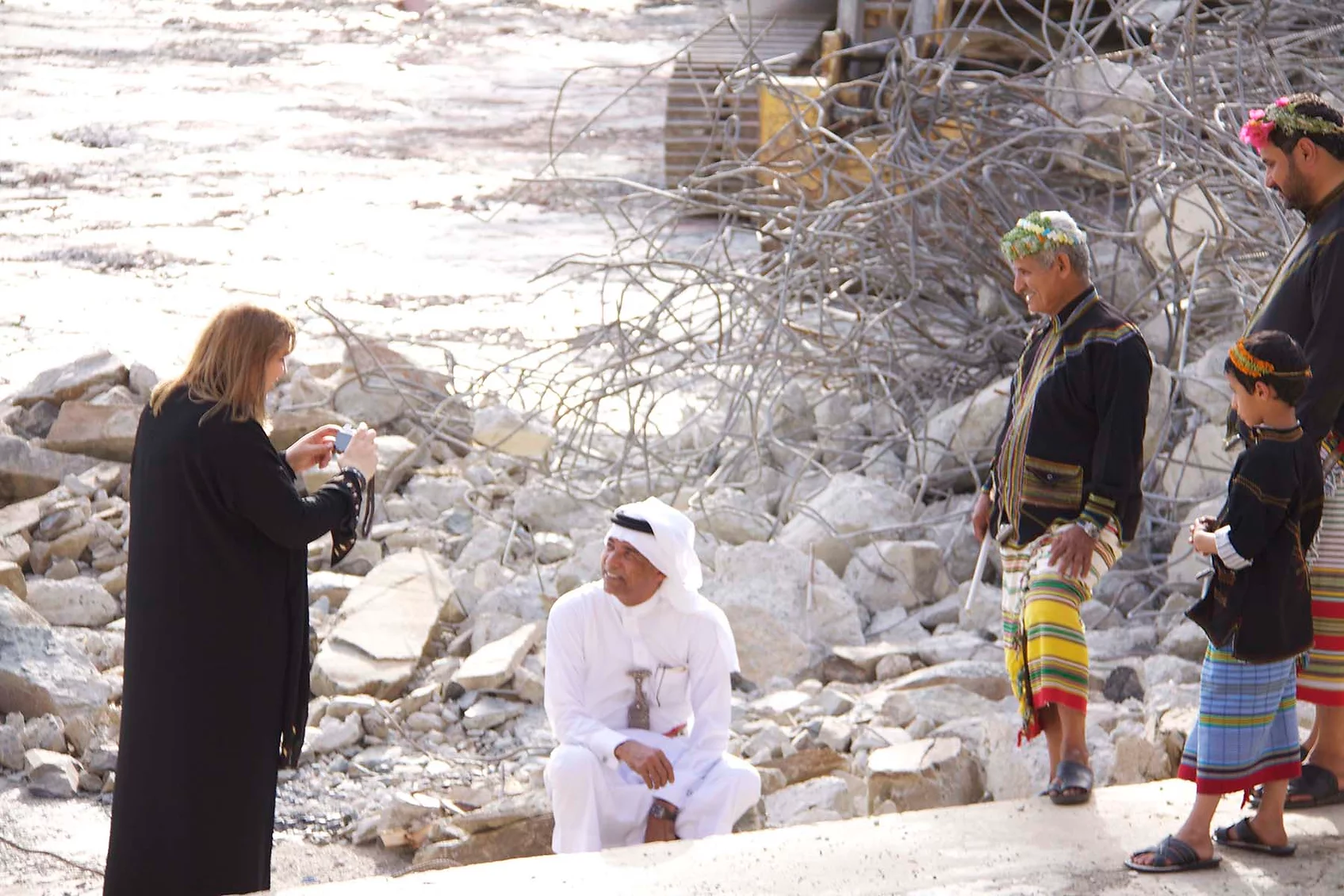
ليزا تناقش الفنون الأدائية الإقليمية مع السكان المحليين في جنوب غرب المملكة العربية السعودية

على مدار أكثر من ثلاثين عامًا، أجرت ليزا أبحاثًا ميدانية في جميع أنحاء شبه الجزيرة العربية، بدأت منذ إقامتها في مناطق متعددة من المملكة العربية السعودية بين عامي 1994 و1998، خلال فترة اعتُبرت فيها المملكة من أكثر دول العالم انغلاقًا، حيث كانت الموسيقى تُعتبر "حرامًا" لدى فئات واسعة. وفي وقت لم يُسمح فيه للنساء بقيادة السيارات أو ممارسة الأنشطة دون مرافقة ولي أمر، واجهت ليزا تحديات كبيرة جعلت من عملها فريدًا، حيث وثّقت الموسيقى والتقاليد لدى مختلف فئات المجتمع عبر آلاف الكيلومترات، بين الحضر والبادية، في الجبال والصحاري والمدن والقرى، وبين الرجال والنساء، والأغنياء والفقراء. وبناءً على هذه الأبحاث، طوّرت مقررات فريدة حول موسيقى شبه الجزيرة العربية، وتقوم بتدريسها والمحاضرة بشأنها بانتظام إلى جانب الموسيقى الغربية.

## من أبرز مؤلفاتها
- أغاني البحر في الخليج العربي – الكويت والذي وُصف بأنه "عمل صارم ومساهمة قيّمة".[14][15][16][17]
- الموسيقى والتقاليد في شبه الجزيرة العربية الذي وصف بأنه "الكتاب الأكثر شمولًا في الموسيقى في الشرق الأوسط وشمال أفريقيا".[18][19]

كما تُعرف ليزا بعملها على موسيقى عصر النهضة، فقد قادت فرقة كوليجيوم ميوسيكوم للموسيقى المبكرة في جامعة بوسطن لمدة أربع سنوات، وقدمت أولى عروض موسيقى "كتاب آن بولين" بعد مرور أكثر من 500 عام على تأليفه، مستندة إلى نسخها الخاصة من القطع. وكمتخصصة في علم الموسيقى، دحضت فرضية الباحث إدوارد لوينسكي الذي زعم أن المخطوطة أُعدّت في إنجلترا عام 1530 لآن بولين، واقترحت بدلًا من ذلك أن المخطوطة أُعدّت في فرنسا حوالي 1505–1509، وربما كانت مملوكة لمارغريت دي أنغوليم (شقيقة الملك فرانسوا الأول)، أو لوالدتها لويز دي سافوا، وأُعطيت لاحقًا لآن بولين حين كانت في خدمتهما.
كما أعادت ليزا توثيق مصدر المخطوطة الموسيقية المهمة المحفوظة في المكتبة البريطانية Ms. Royal 20 A. XVI، وأثبتت أنها أُعدّت لصالح آن دي بوجو (آن الفرنسية) وزوجها بيير دي بوربون في عام 1488، وليس للملك لويس دي أورليان وآن دي بريتاني كما كان يُعتقد سابقًا.